# David Vogel
David Vogel (Satanov, 15 maggio 1891 – Auschwitz, 10 marzo 1944) è stato uno scrittore ucraino.
Di origini ebraiche, pubblicò nel 1930 il romanzo erotico Vita coniugale, in cui l'elemento che teneva unita una coppia di sposi era il sadismo.
Morì in un lager nazista.

## Opere in italiano
- Vita coniugale, trad. di Gaio Sciloni, Milano: Adelphi, 1991, 1999
- Davanti al mare, trad. di Sarah Kaminski e Elena Loewenthal, Milano: Anabasi, 1992; con postfazione di Alessandro Guetta, Roma: e/o, 1998; Bagno a Ripoli: Passigli, 2010
- La cascata, traduzione di Sarah Kaminski e Elena Loewenthal, Milano: Anabasi, 1993; Bagno a Ripoli: Passigli, 2011
- Romanzo viennese, trad. di Alessandra Shomroni, postfazione di Lilach Nethanel, nota al testo di Youval Shimoni e Lilach Nethanel, Firenze: Giuntina, 2014